# David Wulff
David Wulff (* 8. November 1985 in Lübz, DDR) ist ein deutscher Unternehmer und Politiker (FDP). Seit 2017 ist er Generalsekretär der FDP Mecklenburg-Vorpommern und seit September 2021 gewählter Abgeordneter des Landtages von Mecklenburg-Vorpommern.

## Leben und Beruf
David Wulff schloss sein Studium als Diplom-Betriebswirt an der Universität Greifswald ab. Er ist Geschäftsführer der Müller & Wulff GmbH in Greifswald.

## Politische Laufbahn
David Wulff war 2014 bis 2020 Kreisvorsitzender FDP Greifswald und ist seit 2017 Generalsekretär der FDP Mecklenburg-Vorpommern. Er ist seit 2019 Mitglied der Greifswalder Bürgerschaft und gehört seit 2011 als Mitglied dem Kreistag Vorpommern-Greifswald an.
Bei der Landtagswahl 2021 war Wulff Direktkandidat im Landtagswahlkreis Greifswald und stand auf Listenplatz 2 der Landesliste der FDP. Über die Landesliste wurde er bei einem Zweitstimmenergebnis von 5,8 % in den Landtag gewählt. Bei der konstituierenden Fraktionssitzung wurde er zum Parlamentarischen Geschäftsführer gewählt.